# Wilfried Balima
Wilfried Benjamin Balima (* 20. března 1985 nebo 20. března 1986, Bobo-Dioulasso, Burkina Faso) je fotbalový záložník či obránce z Burkiny Faso, který v současné době hraje v moldavském klubu Sheriff Tiraspol. Je také reprezentantem Burkiny Faso.

## Klubová kariéra
V lednu 2005 přestoupil z burkinafaského klubu US Ouagadougou do Evropy do moldavského týmu FC Sheriff Tiraspol. S ním nasbíral během svého působení řadu titulů a zahrál si i v evropských pohárech.

## Reprezentační kariéra
V seniorské reprezentaci Burkiny Faso debutoval v roce 2004.
Zúčastnil se Afrického poháru národů 2010 v Angole, kde Burkina Faso nepostoupila ze základní skupiny B; a Afrického poháru národů 2012 v Gabonu a Rovníkové Guineji, kde burkinafaský národní tým skončil v základní skupině B na posledním čtvrtém místě bez zisku bodu. Na Africkém poháru národů 2013 v Jihoafrické republice získal stříbrnou medaili.

Zúčastnil se i Afrického poháru národů 2015 v Rovníkové Guineji.